# Netuma proxima
Netuma proxima är en fiskart som först beskrevs av Ogilby, 1898.  Netuma proxima ingår i släktet Netuma och familjen Ariidae. Inga underarter finns listade i Catalogue of Life.